# Пів цента (Свобода з шапкою)
Пів цента (Свобода з шапкою) (англ. Liberty Cap Half Cent) — найдрібніша розмінна монета США з міді, вартістю 1/200 долара, яка карбувалася у 1793—1797 роках.

## Історія
Свою назву монета отримала завдяки зображенню бюсту Свободи з шапкою. Існує два типи цієї монети: бюст Свободи повернуто праворуч (1793—1794) і бюст Свободи повернуто ліворуч (1795—1797). Монета карбувалася на монетному дворі у Філадельфії.

## Тираж
І тип
- 35,334
- 81,600

ІІ тип
- 139,690
- 1,390
- 127,840

## Джерело
- Нумізматичний сайт